# Заварзіна Альона Ігорівна
Альо́на І́горівна Зава́рзіна (рос. Алёна Игоревна Заварзина; нар. 27 травня 1989, Новосибірськ, РРФСР, СРСР) — російська сноубордистка. Бронзова призерка зимових Олімпійських ігор 2014 року у паралельному гігантському слаломі. 
2011 року одружилася з американським сноубордистом Віком Вайлдом, який після цього змінив громадянство на російське.